# Scleropogon floridensis
Scleropogon floridensis är en tvåvingeart som först beskrevs av Stanley Willard Bromley 1951.  Scleropogon floridensis ingår i släktet Scleropogon och familjen rovflugor.
Artens utbredningsområde är Florida. Inga underarter finns listade i Catalogue of Life.